# 前進吧！高捷少女 Initiating Station
《前進吧！高捷少女 Initiating Station》是希萌創意與遊戲社團NarratoR合作，為臺灣高雄捷運的虛擬代言人《高捷少女》系列發表的第一款遊戲。2015年11月20日於官方粉絲專頁上透露遊戲的製作消息，並於2016年1月30日至1月31日的第27屆開拓動漫祭(FF27)發行。
其遊戲主題曲〈未完成 START〉，收錄於與遊戲同時發布的角色形象歌曲輯《高捷少女角色形象歌曲 Station.1》之中。
2020年3月 《前進吧！高捷少女 Initiating Station PLUS》版上架Steam，舊版音樂全數替換，並追加了四個特典章節。

## 遊戲簡介
剛從大學中文系畢業的瓊音，因出版社面試通過的電話通知而搬來了港都，高雄。在第一天便因貨運公司寄來的箱子過多，而陷入獨自困在門前無法移動的窘境，幸好同住在一棟公寓的艾咪即時伸出援手，免除這場危機。短暫休息後瓊音在住處附近轉轉，没想到卻迷失了方向。在僻靜的公園撞見了獨自歌唱的女孩子，並在她的幫助之下回到了住處。兩人在門口相遇時，這才發現她是另一位鄰居，NANA。短短的幾天之中，還認識了活潑的婕兒、冷靜沉穩的艾咪、冷酷的耐耐，一起經歷了布置房間、歡迎會、鬼故事…等等事件，四人的情誼與日俱增。突然在一通電話之後，一切都變了樣。

## 劇情
剛從大學中文系畢業的瓊音，因出版社面試通過的電話通知而搬來了港都，高雄。在第一天便因貨運公司寄來的箱子過多，而陷入獨自困在門前無法移動的窘境，幸好同住在一棟公寓的艾咪即時伸出援手，免除這場危機。短暫休息後瓊音在住處附近轉轉，沒想到卻迷失了方向。在僻靜的公園撞見了獨自歌唱的女孩子，並在她的幫助之下回到了住處。兩人在門口相遇時，這才發現她是另一位鄰居，NANA。短短的幾天之中，還認識了活潑的婕兒、冷靜沉穩的艾咪、冷酷的耐耐。
然而，瓊音是因為為了應徵出版社工作才來的，但是一直沒有通知錄取的電話，瓊音決定自己撥過去出版社詢問，才知道自己未錄取，當場失去了笑容，沒了金錢支助之下的瓊音為了避免家人和鄰居擔心，沒有告訴任何人，一起經歷了布置房間、歡迎會、鬼故事…等等事件，四人的情誼與日俱增，雖然耐耐知道了這件事，也願意協助，但那時瓊音拒絕了，然而日子卻快過不下去了。
這天，瓊音搭乘捷運去晃，結果不小心把錢包掉在捷運上了，無助的她坐在捷運美麗島站一個人哭了起來，剛好被正在上班的艾咪碰到了，瓊音看到艾咪，當場放聲大哭，並訴說自己現在碰到的慘況，艾咪聽了後，伸出援手，幫助瓊音找回了錢包，後來瓊音接受耐耐的建議，到耐耐的朋友所開的餐廳打工，而自己經過努力後，考上了高雄捷運的站務員。
『小穹』，這是艾咪幫瓊音取的名字，讓她記得光之穹頂是讓她待在這裡的原因。
畫面最後由小穹綁上光之穹頂的髮飾作為結束。

## 登場角色
瓊音（小穹）（聲：KSP）
本作主角，因工作關係而搬到高雄。很好相處，但偶爾會有點缺乏自信。
外表看似高嶺之花但私底下善於交際的高捷服務員。討厭在捷運站內吃東西的人。
後來瓊音為了艾米莉亞努力考進高雄捷運，小穹，是艾米莉亞為她取的名字，因為光之穹頂就是讓她留下來的原因。
艾米莉亞（聲：薛南）
喜愛旅行的台德混血高捷列車駕駛員。
最後伸出援手，幫助瓊音找回錢包，讓瓊音很嚮往。
Nana（聲：Uniparity）
在學生時曾讀音樂班的高捷客服員，私底下是網路歌手。
最後伸出援手，幫助瓊音在她朋友的餐廳下打工。
婕兒（聲：白碰）
維修技術很好的維修員。

## 相關頁面
- 高雄捷運
- 高捷少女
- 前進吧！！高捷少女
- 高捷少女角色形象歌曲 Station.1
- 高捷戀旅

## 外部連結
- 【PC】前進吧！高捷少女 Initiating Station - 巴哈姆特 （页面存档备份，存于）（繁體中文）
- 前進吧！高捷少女 官方網站 （页面存档备份，存于）（繁體中文）
- 希萌創意行銷官方網站 （页面存档备份，存于）（繁體中文）
- Narrator遊戲製作社團 （页面存档备份，存于）（繁體中文）
- Narrator 在Facebook上的粉絲專頁 （页面存档备份，存于）（繁體中文）
- 前進吧！高捷少女《進め！高捷（たかめ）少女！》在Facebook上的粉絲專頁 （页面存档备份，存于）（繁體中文）